# 甑山、涢口之战
高颎攻陈之战，隋文帝开皇二年（582年）正月，隋朝上柱国元景山率军攻取甑山镇（今湖北汉川东南）、溳口（今湖北汉川东北溳水入汉江之口）等地，击败南陈陆纶的作战。
北周大象二年（580年）七月，北周郧州总管司马消难举兵响应相州总管尉迟迥，反对杨坚专权。杨坚派兵讨伐，司马消难以郧州、随州、顺州、沔州等九州及鲁山、甑山等八镇降陈。北周亳州总管元景山率军进击，收复了除甑山以外的各城邑。开皇元年（581年）杨坚废周立隋，准备吞并江南陈朝，于九月命上柱国元景山为行军元帅，受高颎节制，统军伐陈。元景山率行军总管韩延、吕哲等出汉口（今湖北省汉水入长江之口），进逼陈朝江北汉阳等地。582年正月二十三日，元景山派上开府仪同三司邓孝儒率兵四千进攻甑山镇。陈朝派镇将军陆纶以水军来援助，被邓孝儒击败。元景山派兵进击溳口，陈守将鲁广达、陈慧纪退走。甑山、沌阳（今湖北汉阳东临嶂山下）二守将全部弃城而逃。元景山欲渡江进攻，因北方突厥汗国对隋朝威胁較大，于是隋文帝下诏班师。